# Мескалапа (муниципалитет)
Мескалапа (исп. Mezcalapa) — муниципалитет в Мексике, штат Чьяпас, с административным центром в посёлке Раудалес-Мальпасо. Численность населения, по данным переписи 2020 года, составила 23 847 человек.

## Общие сведения
Название Mezcalapa с астекского языка можно перевести как — река мескаля, как местные жители назвали реку Грихальва в доиспанский период.
Площадь муниципалитета равна 746,8 км², что составляет 1 % от площади штата, а наиболее высоко расположенное поселение Адольфо-Лопес-Матеос, находится на высоте 564 метра.
Он граничит с другими муниципалитетами Чьяпаса: на северо-востоке с Остуаканом, на востоке с Текпатаном, на юге с Окосокоаутла-де-Эспиносой и Синталапой, а также с другими штатами Мексики: на севере с Табаско и на западе с Веракрусом.

## Учреждение и состав
14 ноября 2011 года конгресс штата утвердил создание муниципалитета, отделив часть территории от муниципалитета Текпатан, по данным 2020 года в его состав входит 167 населённых пунктов, самые крупные из которых:
| 124                        | Всего                                                                                              | 23847 |
| 0001                       | Раудалес-Мальпасо (исп. Raudales Malpaso) 17°11′21″ с. ш. 93°36′17″ з. д. (административный центр) | 7968  |
| 0003                       | Адольфо-Лопес-Матеос (исп. Adolfo López Mateos) 17°12′58″ с. ш. 93°28′42″ з. д.                    | 1456  |
| 0077                       | Ромуло-Кальсада (исп. Rómulo Calzada (La Herradura)) 17°20′28″ с. ш. 93°33′12″ з. д.               | 1011  |
| 0188                       | Сантос-Дегольядо (исп. Santos Degollado) 17°20′30″ с. ш. 93°33′05″ з. д.                           | 833   |
| 0046                       | Эль-Прогресо (Чинтуль) (исп. El Progreso (Chintul)) 17°14′22″ с. ш. 93°34′54″ з. д.                | 746   |
| 0005                       | Анхель-Альбино-Корсо (исп. Ángel Albino Corzo) 17°13′07″ с. ш. 93°37′12″ з. д.                     | 711   |
| 0052                       | Эсперанса-де-лос-Поблес (исп. Esperanza de los Pobres) 17°18′40″ с. ш. 93°29′00″ з. д.             | 693   |
| —                          | Прочие                                                                                             | 10429 |
| Названия на карте Генштаба | |       |

## Инфраструктура
По статистическим данным 2020 года, инфраструктура развита следующим образом:
- электрификация: 96,7 %;
- водоснабжение: 56,5 %;
- водоотведение: 95,3 %.